# Репино
Рѐпино (на руски: Репино) е селище в северозападна Русия, част от Санкт Петербург. Населението му е около 2800 души (2018).
Разположено е на 23 метра надморска височина на северния бряг на Финския залив и на 36 километра северозападно от центъра на Санкт Петербург. Селището се споменава за пръв път през 1323 година с финското си име Куокала. В края на XIX век се развива като курортно предградие на Санкт Петербург, донякъде и заради по-либералния политически режим в автономното Велико Финландско княжество. Завзето е от Съветския съюз след Зимната война и малко по-късно е преименувано на името на руския художник Иля Репин, прекарал там последните години от живота си.

## Известни личности
Родени в Репино
- Михаил Ботвиник (1911 – 1995), шахматист

Починали в Репино
- Гавриил Попов (1904 – 1972), композитор
- Иля Репин (1844 – 1930), художник